# Фёдоров, Александр Александрович (футболист, 1914)
Александр Александрович Фёдоров (1914, Колпино, Санкт-Петербургская губерния — неизвестно) — советский футболист, нападающий.
Карьеру провёл в ленинградских командах «Авангард» (1937), «Красная заря»/«Электрик» (1938—1940), «Зенит» (1941, 1945—1946), «Динамо» (1947). В классе «А» сыграл 72 матча и забил 10 голов, а также 8 матчей и 3 гола в аннулированном сезоне 1941 года.
Во время Великой Отечественной войны находился в эвакуации в Казани и Свердловске, где играл за местные команды общества «Зенит». В свердловском «Зените» в 1944 году был играющим тренером.

## Достижения
- Финалист Кубка СССР: 1938